# Christopher Domig
Christopher John Domig (* 1980 in Salzburg, Österreich) ist ein US-amerikanisch-österreichischer Schauspieler, Theaterregisseur und Musiker.

## Leben und Karriere
Christopher Domig kam als eines von zwei Kindern in einer Familie mit US-amerikanisch-österreichischen Wurzeln in Salzburg zur Welt. Nach dem Abschluss seiner Matura am Musischen Gymnasium in Graz zog er in die USA, in der er 2006 an der Southern Methodist University den Magister in Schauspiel absolvierte. Danach studierte er fünf Jahre Schauspiel in New York City. Sein Debüt lieferte er 2011 im Krimi-Drama Second Story Man, in dem er die Hauptrolle Arthur spielt. Er lebt seit 2011 mit seiner Frau und seinen zwei Kindern in New York City und gründete 2016 zusammen mit seiner Frau das Off-Off-Broadway Sea Dog Theater. Als Leiter des Theaters arbeitete er u. a. mit Jessica Chastain, Len Cariou oder Vincent D’Onofrio zusammen. Neben seinem schauspielerischen Werk verfasste Christopher Domig zwei Alben für das Klavier mit insgesamt 18 Liedern. Seine bisher bekannteste Rolle spielte er in dem Actionfilm Ava.

## Filmografie
- 2011: Second-Story Man
- 2012: Blue Bloods – Crime Scene New York (Blue Bloods, Fernsehserie, Episode 3x1)
- 2012: Apartment 4E
- 2013: Bastards of Young
- 2014: Bristel Goodman
- 2014: Boardwalk Empire (Fernsehserie, Episode 5x3, 5x4)
- 2014: Allure
- 2015: Using
- 2015: The Blacklist (Fernsehserie, Episode 2x12)
- 2015: Law & Order: Special Victims Unit (Law & Order: SVU, Fernsehserie, Episode 17x5)
- 2015: Blindspot (Fernsehserie, Episode 1x10)
- 2016: Crooked & Narrow
- 2017: A Different Sun
- 2019: The Deuce (Fernsehserie, Episode 2x6)
- 2020: Code Ava – Trained to Kill (Ava)
- 2022: Fleishman is in Trouble (Fernsehserie, Episode 1x8)